# The Redstone Circus
The Redstone Circus is een rockband uit Den Haag. De band maakt theatrale, alternatieve gitaarrock. De band is opgericht in januari 2016 en in maart 2018 is na crowdfunding het debuutalbum Jerry Was Here uitgebracht.

## Biografie
The Redstone Circus is in 2016 ontstaan. Eric Maas, Jerry Bobbe en Ivo Kuijf maakten al samen muziek toen in januari 2016 Monique Sandifort zich bij hun voegde. De bandleden kennen elkaar van eerdere bands en muzikale projecten in de Haagse muziekscene.
Het debuutoptreden vond drie maanden later plaats in het Paard in Den Haag met een tweede optreden op 30 april in Paradiso in  Amsterdam. Sindsdien zijn optredens in onder andere Den Haag, Leiden, Gouda, Amsterdam, Rotterdam en Den Bosch gegeven.
Na een aantal demo's is in maart 2017 gestart met de opnamen van het debuutalbum. In januari 2018 heeft Jerry Bobbe de band verlaten om te emigreren. Hij is vervangen door Jun Lerou. Sinds zomer 2018 maakt gitariste Denise Bunschoten deel uit van de band.
In december 2018 was een demo van het nummer "My Only Heart" genomineerd als Haagse Song van het Jaar. Een week later was The Redstone Circus de Band en Demo Van De Dag op 3FM met het nummer Strange.

## Muziek
De muziek is een combinatie van gitaarrock, pop, alt-rock en electro. De muziek, en optredens, kunnen zowel akoestisch als elektrisch zijn. Luisteraars vergelijken de muziek met een groot aantal, vaak diverse, bands en stijlen. The Redstone Circus noemt hun stijl in interviews daarom zelf alleen rock, met de eigen naam "Redstone Circusrock" of "Episch Escapisme".
Karakteristieke elementen zijn onder andere de afwisseling tijdens nummers tussen leadzanger Eric en leadzangeres Monique, grote dynamiekverschillen, het gebruik van melodica en mondharmonica, een overstuurde basgitaar en het gebruik van synthesizers en samples.

## Jerry Was Here
In maart 2018 werd het debuutalbum Jerry Was Here uitgebracht. De kosten van het album zijn opgehaald door een crowdfundingactie die binnen en week succesvol gecrowdfund was. De titel Jerry Was Here verwijst naar het vertrek van vast bandlid Jerry Bobbe. Op het album staan 12 nummers. Het album is online uitgebracht, op cd en op vinyl lp.

## Strange
Op 9 maart 2019 kwam de EP Strange uit. Op deze EP staan vier nummers, waaronder Strange, demo van de dag op 3FM, en My Only Heart. De EP is geschreven, opgenomen en gemixt door The Redstone Circus. De mastering lag in handen van Ed Struijlaart. Voorafgaand aan de release, op 6 februari, bracht de band een videoclip van Strange uit.

## Bezetting en gastmuzikanten
De huidige bezetting is:
- Eric Maas - Zang, Gitaar, Keyboards
- Monique Sandifort - Zang, Gitaar, Melodica
- Jun Lerou - Drums, Melodica
- Denise Bunschoten - Gitaar
- Ivo Kuijf - Bas, Keyboards, Midi

The Redstone circus maakt veel gebruik van gastmuzikanten. Een aantal gastmuzikanten spelen vaak mee en worden de "official friends of the band" genoemd:
- Jerry Bobbe - Drums, Zang (voormalig vast bandlid)
- Berry van der Zwet - Mondharmonica (2017-)
- Robber Huiskens - Mondharmonica (2016-2017)

Een groot aantal gastmuzikanten heeft eenmalig met The Redstone Circus opgetreden.